# José Guilherme Cantor Magnani
José Guilherme Cantor Magnani (São Mateus do Sul, 10 de julho de 1944) é um antropólogo brasileiro nascido no Paraná. É referência nos estudos de Antropologia urbana.

## Vida
Filho de pai marceneiro e de uma professora primária, Magnani é o mais velho de cinco irmãos. Realizou seus estudos primários em uma escola pública e depois seguiu para um seminário diocesano em Curitiba, onde concluiu seus estudos secundários.
É graduado em Ciências Sociais pela Universidade Federal do Paraná, Mestre em Sociologia pela Facultad Latinoamericana de Ciencias Sociales (FLACSO), Chile, e Doutor em Ciências Humanas (Antropologia Social) pela Universidade de São Paulo (1982), onde defendeu tese de livre-docência (2010) e de professor titular (2012).
Professor titular do Departamento de Antropologia da FFLCH-USP, Magnani atua na área de Antropologia, com ênfase em Antropologia Urbana. É coordenador do Núcleo de Antropologia Urbana da USP (NAU/USP) , e da revista eletrônica do NAU, a Ponto.Urbe  e da coleção "Antropologia Hoje" (Nau/Editora Terceiro Nome).

## Realizações
Atua como pesquisador em Antropologia Urbana, com ênfase em  etnografia, sociabilidade, lazer e religiosidade.
Uma de suas principais contribuições à Antropologia Urbana foi demonstrar que, além dos princípios distintivos a casa e a rua, apresentados por Roberto DaMatta como condutores de valores caros à cultura brasileira, há também uma categoria intermediária entre ambas e que, a partir de pesquisa de campo, Magnani nomeou de pedaço, definindo-o como o espaço intermediário entre o privado (a casa) e o público (a rua), "onde se desenvolve uma sociabilidade básica, mais ampla que a fundada nos laços familiares, porém mais densa, significativa e estável que as relações formais e individualizadas impostas pela sociedade".

## Escritos
José Guilherme Magnani é autor de vários livros e capítulos de livros; organizou várias coletâneas e publicou dezenas de artigos, em periódicos especializados e em anais de eventos científicos. 
Livros e coletâneas
- Da periferia ao centro: trajetórias de pesquisa em Antropologia Urbana.  São Paulo: Terceiro Nome, 2012. 345p .

- Jovens na Metrópole: etnografias de circuitos de lazer, encontro e sociabilidade. São Paulo: Terceiro Nome, 2007. 280p . (como organizador, com Bruna Mantese)
- Expedição São Paulo 450 anos: uma viagem por dentro da metrópole. São Paulo: Secretaria Municipal de Cultura / IFF, 2004. v. 1. 224p .
- Festa no Pedaço: cultura popular e lazer na cidade. 3ª ed. São Paulo: Editora Unesp/Hucitec, 2003. 166p .
- Na metrópole: textos de antropologia urbana. 2ª ed. São Paulo: EDUSP/FAPESP, 2000. 320p . (como organizador, com Lilian Torres)
- O Brasil da Nova Era. Rio de Janeiro: Jorge Zahar Editor, 2000. 63p .
- Mystica Urbe: um estudo antropológico sobre o circuito neo-esotérico na metrópole. São Paulo: Studio Nobel, 1999. 143p .
- Umbanda. 2ª ed. São Paulo: Ática, 1991. 64p .

Alguns artigos publicados em livros ou coletâneas
- 2007 – “Santana de Parnaíba, memória e cotidiano” in ABREU, R. et alii (org.) Museus, coleções e patrimônios: narrativas polifônicas. Rio de Janeiro, Garamond Universitária.
- 2005 – “Neoezoterismus v Brazílii”, in MORAVIKOVA, Michaela (org), New Age. Bratislava (Slovakia), Ústav Pre Vztahy Štátu a Cirkví

Alguns artigos publicados em revistas especializadas
- 2007 - Vai ter música? – para uma antropologia das festas juninas de surdos na cidade de São Paulo”. Ponto.Urbe, revista eletrônica do NAU, ano 1. n.1
- 2006 - "Urban youth circuits in São Paulo. Tempo Social. Revista de Sociologia da USP, vol., n.2, (edição internacional de “Os circuito dos jovens urbanos”, Tempo Social, vol 17, 2005)
- 2005 – Xamãs na cidade. Revista USP – Religiosidade no Brasil n. 67, pg 218-228 set/out/nov
- 2005 - From close up and within: notes for an urban ethnography. Revista Brasileira de Ciências Sociais. vol.1 (edição internacional de "De perto e de dentro: notas para uma etnografia urbana") Revista Brasileira de Ciências Sociais, vol. 17, n. 49 2002.
- 2004  –  Cultura Urbana: transformaciones de las grandes metrópolis. Revista Esencia y Espacio, vol. 19, Ciudad de México (tradução de “Transformações na cultura urbana das grandes metrópoles” in SILVA, Moreira Alberto (org.) Sociedade Global, cultura e religião, Petrópolis: Vozes, 1999.
- 1999 – A cidade de Tristes Trópicos. Revista de Antropologia, São Paulo, v. 42, n. 1 e 2 .
- 1994 – Leisure in Popular Districts in São Paulo. Loisir et Société, Quebéc, Canada, v. 17, n. 2
- 1986 - Pensar grande o patrimônio cultural. Lua Nova: Revista de Cultura e Política,  São Paulo, v.3 nº 2 ISSN 0102-6445

Outros
- A antropologia urbana e os desafios da metrópole. Aula inaugural ministrada em 10 de março de 2003, na FFLCH/USP.

## Prêmios e honrarias
Recebeu o prêmio Erico Vanucci Mendes (CNPQ - SBPC) em 1989 e o Prêmio Mérito de Humanidades, em comemoração aos 80 anos do Setor de Ciências Humanas (SCH) da Universidade Federal do Paraná, em 2018 .   